# العلاقات التنزانية الأيرلندية
العلاقات التنزانية الأيرلندية هي العلاقات الثنائية التي تجمع بين تنزانيا وجمهورية أيرلندا.

## مقارنة بين البلدين
هذه مقارنة عامة ومرجعية للدولتين:
| وجه المقارنة                                              | تنزانيا                        | جمهورية أيرلندا                                       |
| --------------------------------------------------------- | ------------------------------ | ----------------------------------------------------- |
| المساحة (كم2)                                             | 947.30 ألف                     | 70.27 ألف                                             |
| عدد السكان (نسمة)                                         | 57.31 مليون                    | 4.76 مليون                                            |
| الكثافة السكانية (ن./كم²)                                 | 60.5                           | 67.74                                                 |
| العاصمة                                                   | دودوما                         | دبلن                                                  |
| اللغة الرسمية                                             | اللغة السواحلية، لغة إنجليزية  | اللغة الأيرلندية، لغة إنجليزية، الإنجليزية الأيرلندية |
| العملة                                                    | شيلينغ تانزاني                 | جنيه أيرلندي، يورو، عملات اليورو الأيرلندية           |
| الناتج المحلي الإجمالي (بليون دولار)                      | 52.09 مليار                    | 333.73 مليار                                          |
| الناتج المحلي الإجمالي (تعادل القوة الشرائية) بليون دولار | 138.73 مليار                   | 318.16 مليار                                          |
| الناتج المحلي الإجمالي الاسمي للفرد دولار أمريكي          | 878                            | 61.13 ألف                                             |
| الناتج المحلي الإجمالي للفرد دولار أمريكي                 | 2.54 ألف                       |                                                       |
| مؤشر التنمية البشرية                                      | 0.521                          | 0.916                                                 |
| رمز المكالمات الدولي                                      | +255                           | +353                                                  |
| رمز الإنترنت                                              | .tz                            | .ie                                                   |
| المنطقة الزمنية                                           | ت ع م+03:00، توقيت شرق أفريقيا | 00، ت ع م+01:00، أوروبا/دبلن ‏                         |

## منظمات دولية مشتركة
يشترك البلدان في عضوية مجموعة من المنظمات الدولية، منها:
| علم المنظمة | اسم المنظمة                               | تاريخ انضمام تنزانيا | تاريخ انضمام جمهورية أيرلندا |
| ----------- | ----------------------------------------- | -------------------- | ---------------------------- |
|             | مؤسسة التنمية الدولية                     | 6 نوفمبر 1962        | 22 ديسمبر 1960               |
|             | يونسكو                                    | 6 مارس 1962          | 3 أكتوبر 1961                |
|             | وكالة ضمان الاستثمار متعدد الأطراف        | 19 يونيو 1992        | 27 أكتوبر 1989               |
|             | الأمم المتحدة                             | 14 ديسمبر 1961       | 14 ديسمبر 1955               |
|             | الاتحاد البريدي العالمي                   | ?                    | ?                            |
|             | البنك الدولي للإنشاء والتعمير             | 10 سبتمبر 1962       | 8 أغسطس 1957                 |
|             | الاتحاد الدولي للاتصالات                  | 31 أكتوبر 1962       | 8 ديسمبر 1923                |
|             | منظمة حظر الأسلحة الكيميائية              | ?                    | ?                            |
|             | مؤسسة التمويل الدولية                     | 10 سبتمبر 1962       | 11 سبتمبر 1958               |
|             | المركز الدولي لتسوية المنازعات الاستشارية | 17 يونيو 1992        | 7 مايو 1981                  |
|             | منظمة التجارة العالمية                    | 1995                 | ?                            |
|             | منظمة الشرطة الجنائية الدولية             | ?                    | ?                            |

## وصلات خارجية
- موقع وزارة الخارجية التنزانية
- موقع وزارة الخارجية الأيرلندية